# 나팔총

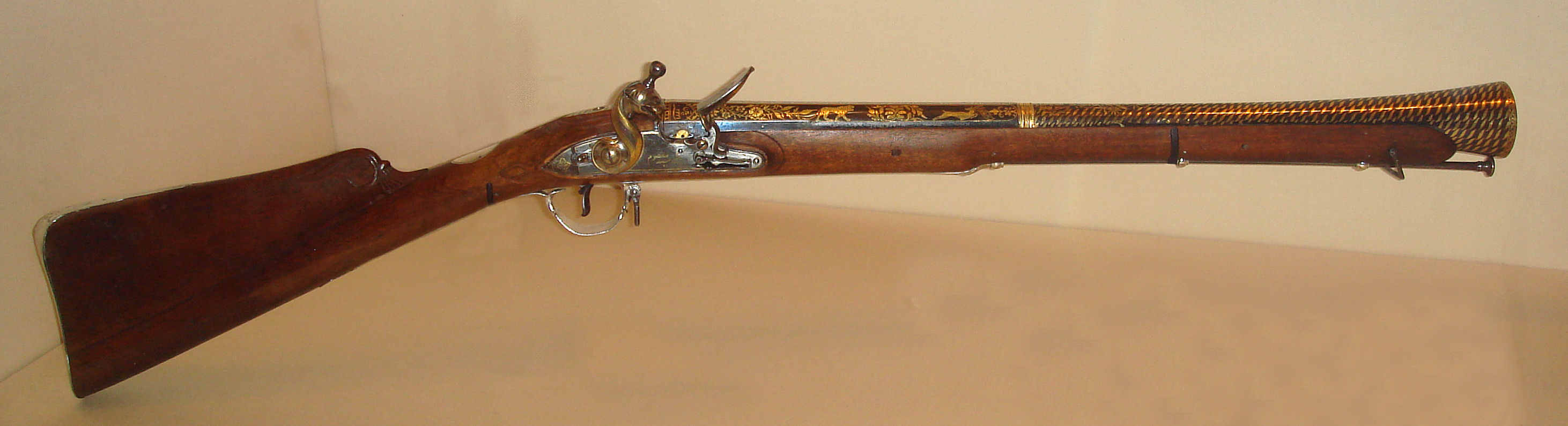
수석식 나팔총.

나팔총(blunderbuss)은 총신이 짧고 구경이 큰 전장식 화기이다. 총구가 바깥쪽으로 갈수록 넓어지는 형태를 하고 있으며, 적절한 양 또는 적절한 구경의 납탄 등을 발사체로 사용했다. 나팔총은 군사적·방어적 용도로 채용된 산탄총의 초기 형태로 생각할 수 있다. 이 총은 짧은 거리 안에서는 효과적이었지만, 멀리 떨어진 표적에 대해서는 정확도가 떨어졌다. 권총 형태의 나팔총을 더러 드라곤(dragon)이라 했으며, 여기에서 용기병을 가리키는 드라군(dragoon)이라는 용어가 파생되었다.

## 같이 보기
- 단총신 산탄총